# الرواية في المغرب
الرواية المغربية هي مجموع الأعمال الروائية والتيارات الأدبية التي ميزت الرواية المغربية، المكتوبة بمختلف اللغات المقروءة في المغرب خصوصا العربية والفرنسية. ترجع أولى الإصدارات الروائية المغربية إلى النصف الأول من القرن العشرين. عرفت الرواية المغربية بعد ذلك تطورات وبروز تيارات متأثرة بالمدارس الأدبية العالمية وأيضا بالسياق السياسي والاجتماعي داخليا وخارجيا، من أهمها المدرستين الواقعية والتجريبية.
رغم أنها لا يمكن أن تقارن، كميا، بمدارس روائية أخرى في المنطقة العربية أو على المستوى العالمي إلا أن الرواية المغربية حققت تراكما نوعيا مهما وتحظى بمقروئية محترمة في المشهد الأدبي المغربي وعلى المستوى الدولي.

## مراحل التطور

### المرحلة التأسيسية
صدر بين 1924 و1967 فقط 28 عملا روائيا (أو شبه روائي) مغربي باللغة العربية. يختلف النقاد والمؤرخون الأدبيون المغاربة حول النشأة الحقيقية للرواية المغربية، نظرا لتداخل عدة أجناس في أعمال هذه الفترة خصوصا أدب الرحلة والسيرة الذاتية. تميزت أعمال هذه الفترة «الما قبل روائية» بغلبة النسق الكلاسيكي (تحت تأثير الرواية المشرقية الوليدة بدورها في إبانه) والذي تجلى في غلبة الذاتية وخطية السرد والزمن الواحد المتسلسل والحضور القوي للخطابة والوعظ. من أهم أعمال هذه المرحلة:
- الرحلة المراكشية - إبن المؤقت (1924)
- الزاوية - التهامي الوزاني (1942)
- الملكة خناثة قرينة المولى إسماعيل - آمنة اللوه (1954)[4]
- في الطفولة - عبد المجيد بنجلون (1957)
- دفنا الماضي - عبد الكريم غلاب (1966)
- جيل الظمأ - محمد عزيز الحبابي (1967)

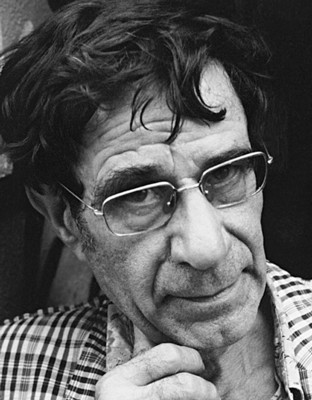
ادريس الشرايبي، مؤلف الماضي البسيط

رغم أن هذه الأعمال الخمسة يمكن أن يؤرخ كل واحد منها لبداية الرواية، المكتوبة بالعربية، في المغرب، حسب النقاد المغاربة إلا أن رواية جيل الظمأ للحبابي تعتبر مؤسسة للرواية المغربية العربية.
الأعمال الروائية المغربية بالفرنسية، رغم أنها كانت قليلة (فقط 17 عملا روائيا مغربيا بالفرنسية بين 1945 و1972)، إلا أنها تعتبر سباقة، نسبية على المستوى الزمني مقارنة بنظيراتها بالعربية، وأفضل مقروئية بفضل نشرها من طرف دور نشر فرنسية. أهم الأسماء المؤسسة للرواية المغربية بالفرنسية كانت عبد القادر الشاط  وأحمد الصفريوي وعزيز الحبابي وخصوصا إدريس الشرايبي الذي يعتبر من أهم الروائيين المغاربيين الفرنكوفونيين وأكثرهم تأثيرا في الأجيال اللاحقة من الروائيين المغاربيين. في ما يلي أهم الروايات المؤسسة حسب تاريخ صدورها:
- فسيفساء باهتة (Mosaïques ternies) - عبد القادر الشاط (1930)[7]
- سبحة العنبر (Chapelet d’ambre) - أحمد الصفريوي (1949)
- صندوق العجائب (Boîte à Merveilles) - أحمد الصفريوي (1954)
- الماضي البسيط (Le passé simple) - إدريس الشرايبي (1954)

### المرحلة الواقعية
تلت مرحلة الرواد والتأسيس فترة تعرف بين النقاد المغاربة بالمرحلة الواقعية، وهي تمتد من الاستقلال إلى سبعينات القرن العشرين. تأثرت الروايات المغربية لهذه المرحلة كثيرا بالمسائل والمخاضات السياسية والمجتمعية التي وسمت الدولة المغربية الحديثة الاستقلال، إضافة إلى تأثير السياق الدولي والقضايا القومية (خصوصا القضية الفلسطينية) والصراعات الإيديولوجية. انعكس هذا السياق على الرواية المغربية بتطرقها لتيمات الصراع الطبقي وصدام التقليدانية مع الحداثة إضافة إلى وصف المظاهر السلبية للمجتمع من ظلم وفقر وفساد وفقر وتخلف.
تميزت هذه الفترة أيضا بالتداخل القوي بين الوسطين الأدبي والسياسي مما أدى إلى نشأة جيل من الروائيين الملتزمين (مثقفين عضويين) وتكريس الابعاد السياسية أو الفكرية على حساب الأبعاد الجمالية أو الأدبية. روايات المرحلة الواقعية تميزت أيضا بالحضور القوي للبطل الإشكالي (نقيض البطل الكلاسيكي) الذي غالبا ما يكون مثقفا من الطبقة المتوسطة أو من الطبقات الفقيرة أو الهامشية (خصوصا في ما يعرف بأدب الهامش).
على مستوى الشكل فالرواية المغربية في هذه المرحلة بدأت في التحرر من الخط البلاغي العربي الكلاسيكي وانطلقت في تبسيط لغة السرد بل وإلى واقعية حوارية أكبر: تجلت في حضور الدارجة في الحوار وتبييئ الأحداث والسياقات الثقافية مع الواقع المغربي. رغم ذلك، لم تستطع هذه المرحلة التأسيس لرواية مغربية ذاتية، على مستوى الشكل، لأنها ظلت مؤطرة برسالتها الوظيفية الملتزمة. كذلك كانت الرواية المغربية بالفرنسية مسكونة بصدمة ما بعد الاستعمار وبسؤال الهوية المغربية والصراع الطبقي، متخلصة من الطابع الاستشراقي لمرحلة التأسيس وكانت متأثرة بالخلفية الفلسفية لأدباء تلك المرحلة خصوصا الخطيبي والشرايبي وخير الدين.
من أهم أسماء هذه المرحلة عبد الكريم غلاب ومبارك ربيع ومحمد زفزاف ومحمد شكري في الرواية بالعربية ومحمد خير الدين وادريس الشرايبي وعبد الكبير الخطيبي بالفرنسية. في ما يلي أهم الروايات المغربية خلال هذه المرحلة:
- الخبز الحافي، لمحمد شكريالمعلم علي - عبد الكريم غلاب (1970)

الخبز الحافي، لمحمد شكري

- المرأة والوردة - محمد زفزاف (1972)
- الخبز الحافي - محمد شكري (1972)
- الريح الشتوية - مبارك ربيع (1977)
- المجرى الثابت - إدمون عمران المالح (1980)
- عام الفيل -  ليلى أبو زيد  (1983)
- الغد و الغضب - خناتة بنونة (1984)

### المرحلة التجريبية
عرفت الرواية المغربية من نهاية السبعينات إلى بداية الألفية الثالثة ظهور تيار تجريبي تميز خصوصا بثورته على النمط الكلاسيكي للسرد الروائي (تقنيات الحكي وخطية السرد) والابتعاد عن السارد الكلاسيكي العالم بكل شيء لفائدة رؤى ومقاربات سردية مختلفة. تميزت روايات هذه المرحلة أيضا بالرجوع إلى التراث المغربي ورمزياته وأبعاده العجائبية والجمالية. ومن أهم مميزات هذه الروايات تكسيرها للنمطية اللغوية وللحدود بين الأجناس الأدبية. هذه المدرسة استفادت أيضا من اتساع مدى الانتشار، خصوصا بين القراء العرب.
من أهم أسماء هذه المرحلة: عبد الله العروي، محمد برادة، أحمد المديني، بنسالم حميش، الميلودي شغموم، أحمد التوفيق ومحمد عزالدين التازي. من الروايات الممثلة للمرحلة التجريبية:
- رحيل البحر - محمد عزالدين التازي (1983)
- وردة للوقت المغربي - أحمد المديني (1983)
- لعبة النسيان - محمد برادة (1987)
- العشاء السفلي - محمد الشركي (1987)
- أحلام بقرة - محمد الهرادي (1988)

### الرواية المغربية المعاصرة
منذ نهاية التسعينات وبداية الألفية الثالثة، عرفت الرواية المغربية حيوية وارتفاعا كميا مهما في حجم الاصدارات الروائية وتنوعها. من الصعب تصنيف الرواية المغربية المعاصرة في قالب جمالي أو أدبي معين، فهي تتميز بتنوع كبير وظهور أجيال من الكتاب من مشارب فكرية مختلفة، إلا أن ما يميزها، على العموم، هو العودة إلى الحكاية واستدعاء التاريخ والتراث والذاكرة الجماعية.
الروائيون المغاربة المعاصرون يتميزون أيضا بتداخل مجالات اشتغالهم فهم شعراء وسياسيون ورجال دولة وصحفيون وأكاديميون بل وأحيانا مهنيون في مجالات بعيدة عن الأدب، مما أغنى الروافد الثقافية والجمالية للموضوعات الروائية. الجيل المعاصر يتميز أيضا بالحضور القوي للروائيات وبالارتفاع المتزايد لمقروئية الرواية المغربية وإشعاعها الإقليمي والعالمي.

من أهم الروائيين المعاصرين: بنسالم حميش، يوسف فاضل، أحمد التوفيق، محمد الأشعري، عبد الحي المودن، حسن أوريد، عبد الكريم الجويطي، عبد العزيز الراشدي، البشير الدامون، زهور كرام وفاتحة مرشيد الزهرة رميج. 

روائيون مغاربة معاصرون
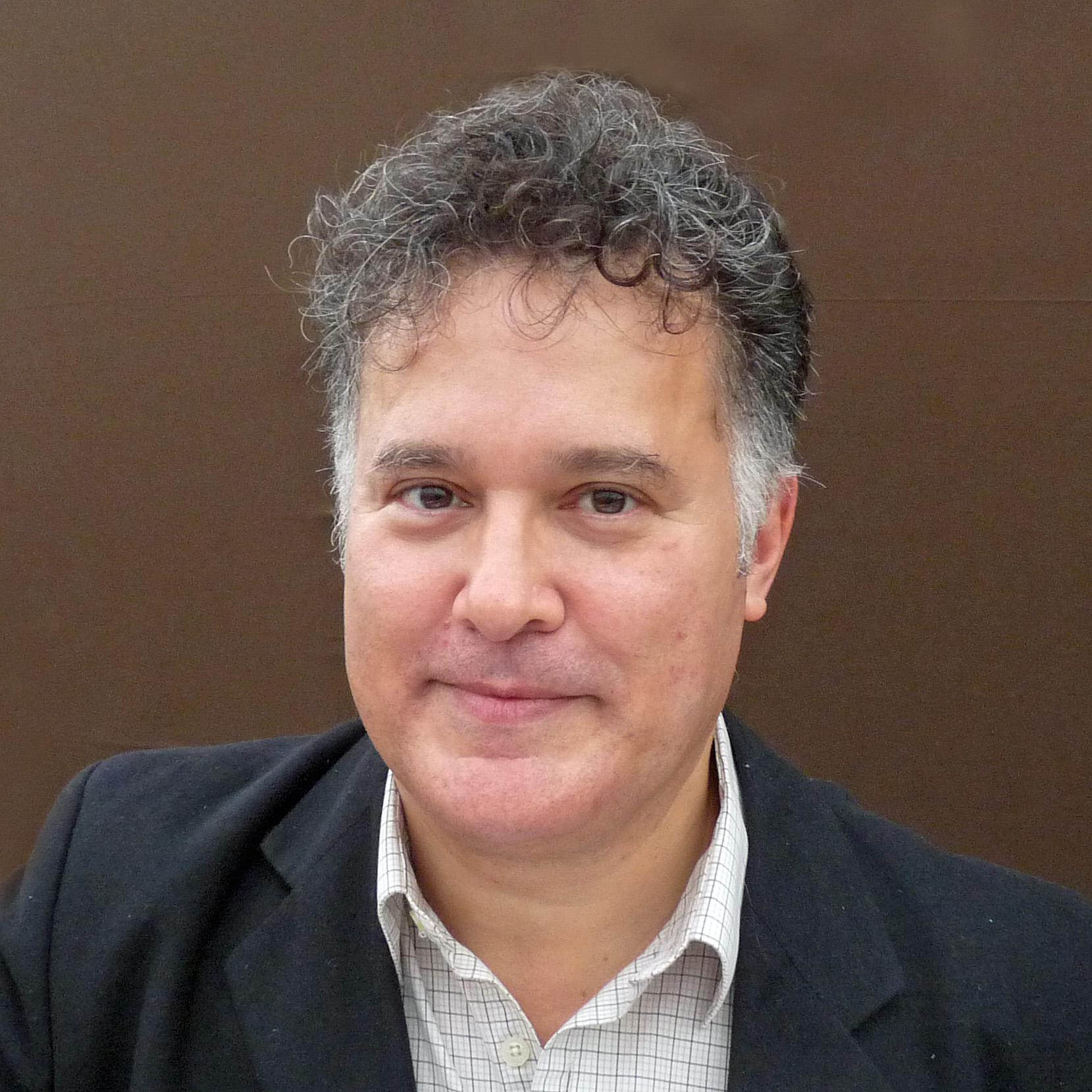
فؤاد العروي
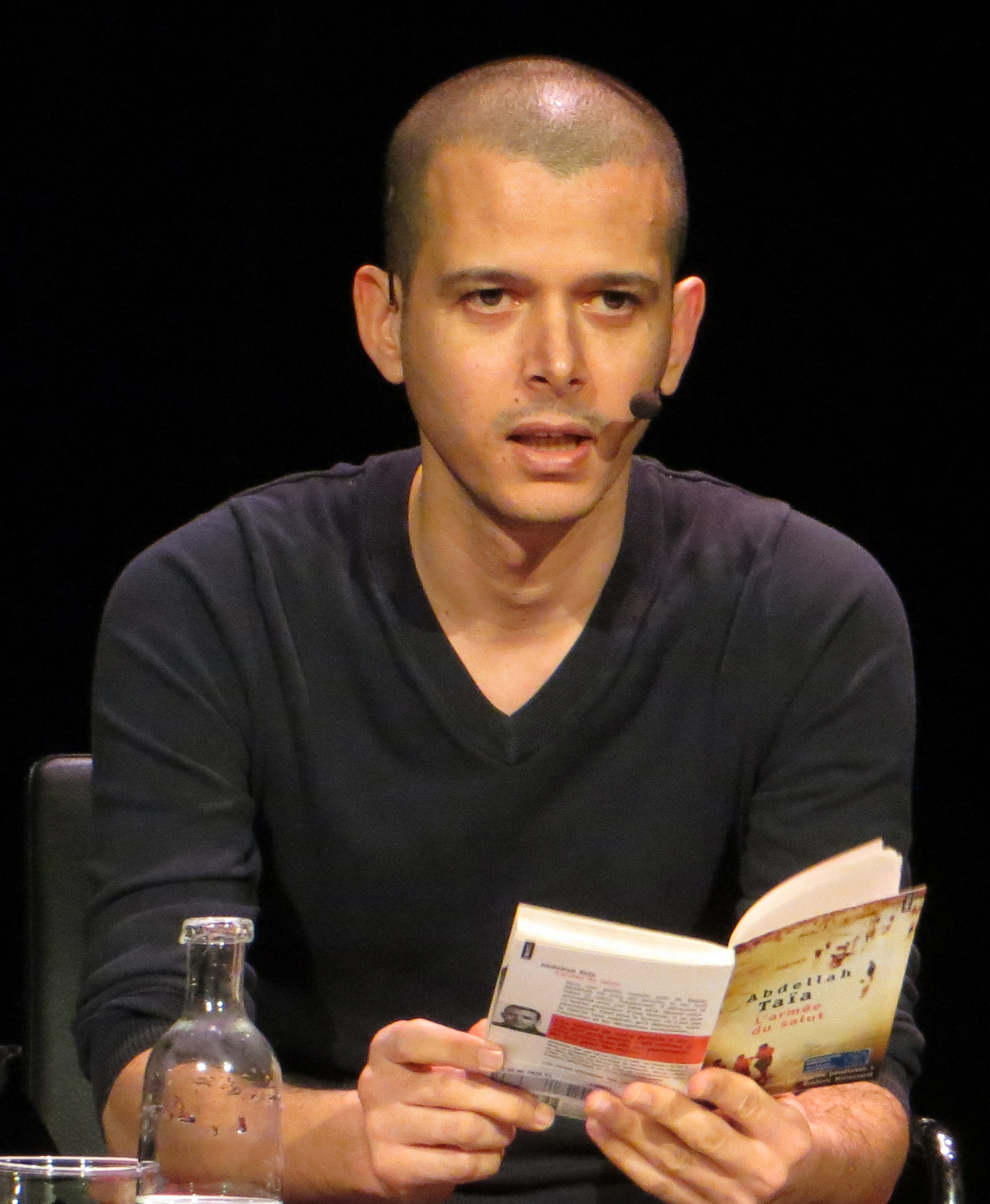
عبد الله الطايع
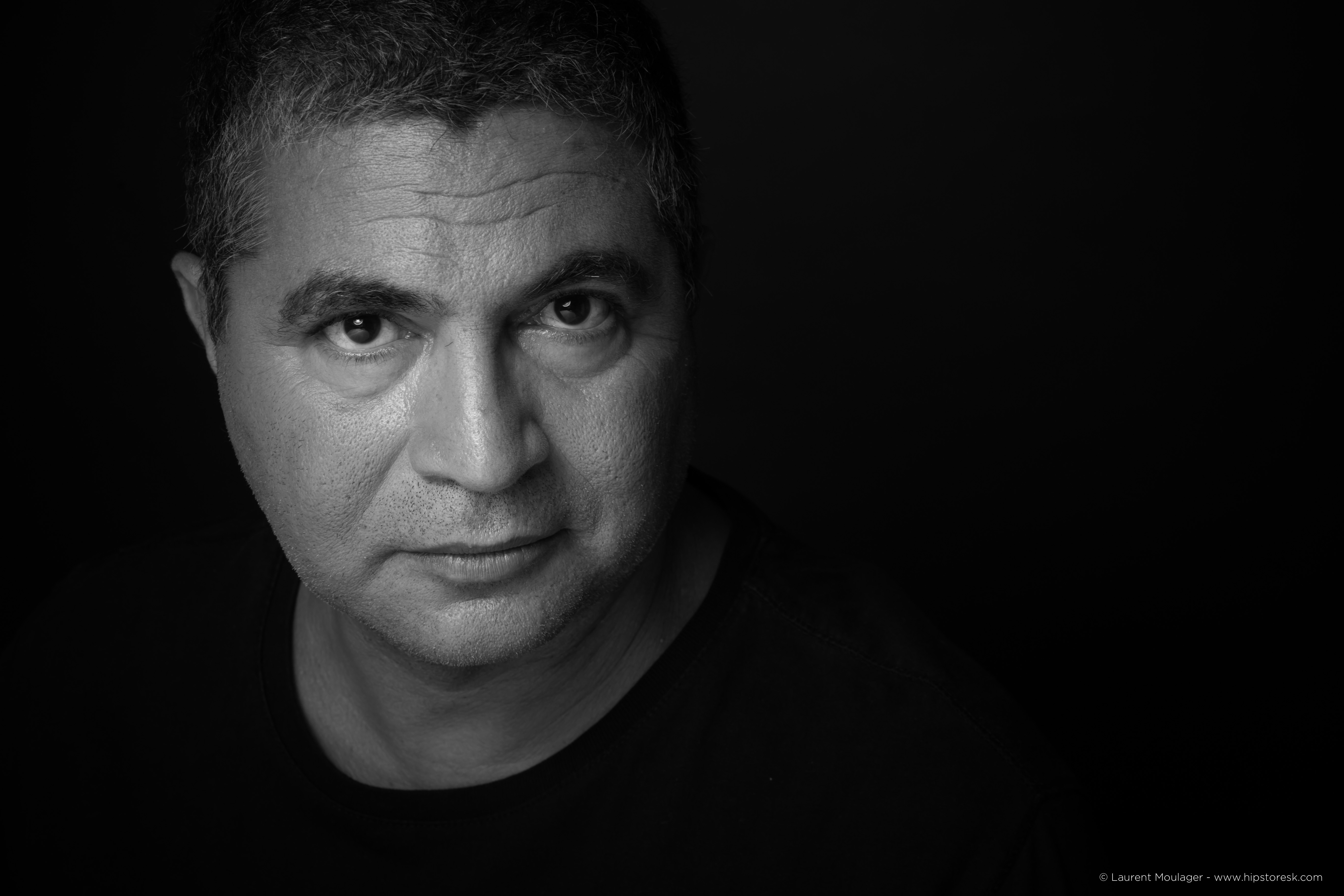
ماحي بينبين
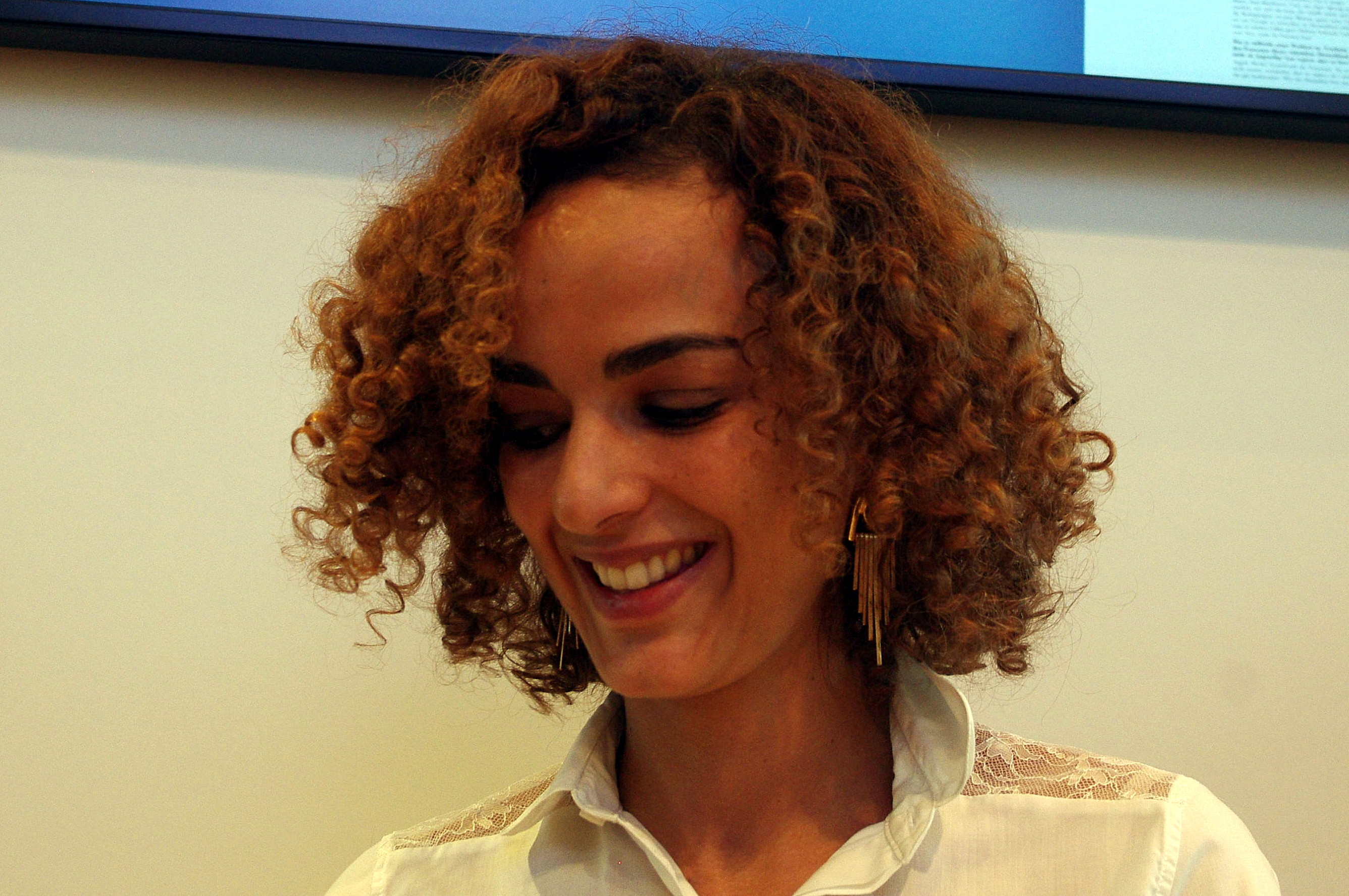
ليلى السليماني
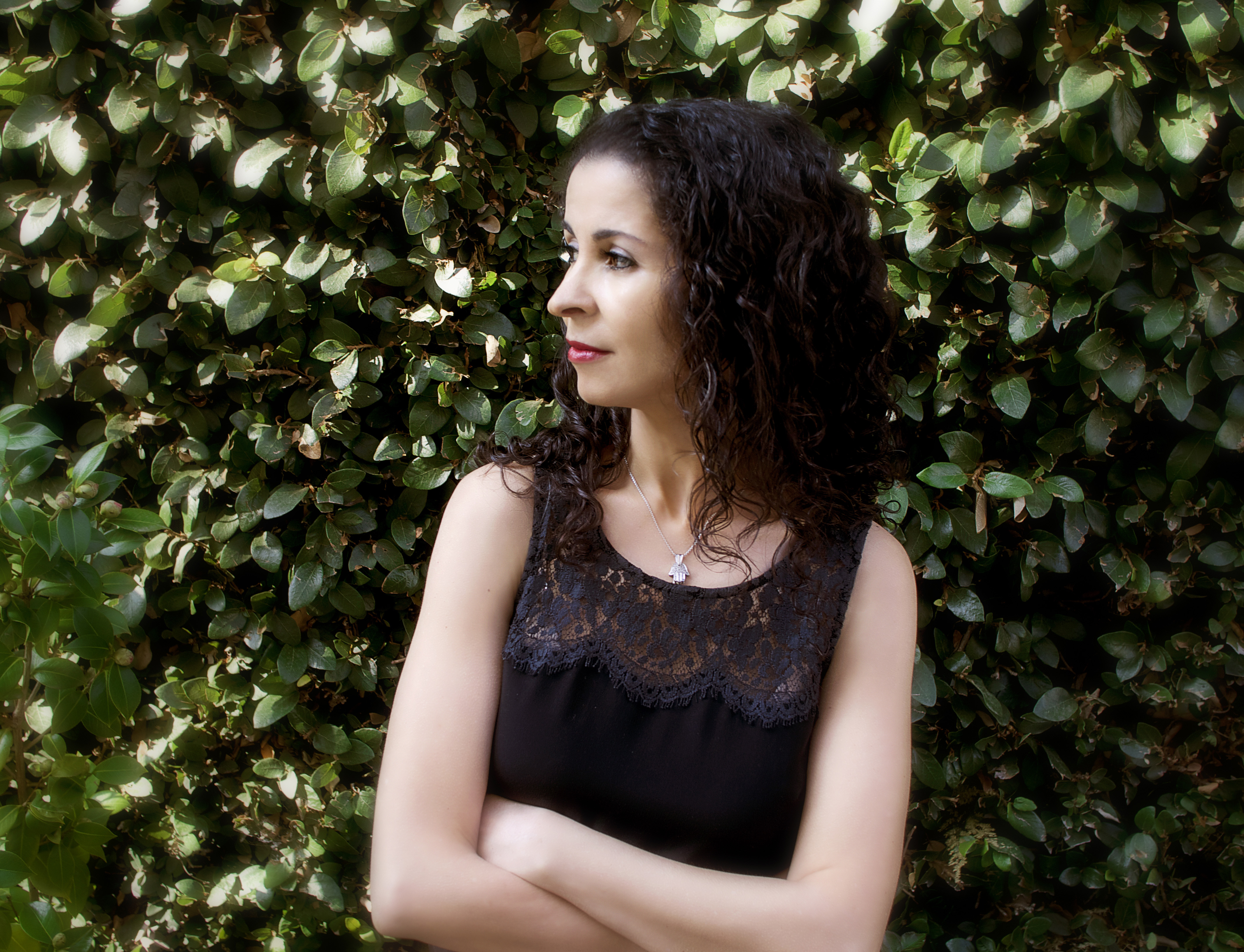
ليلى العلمي
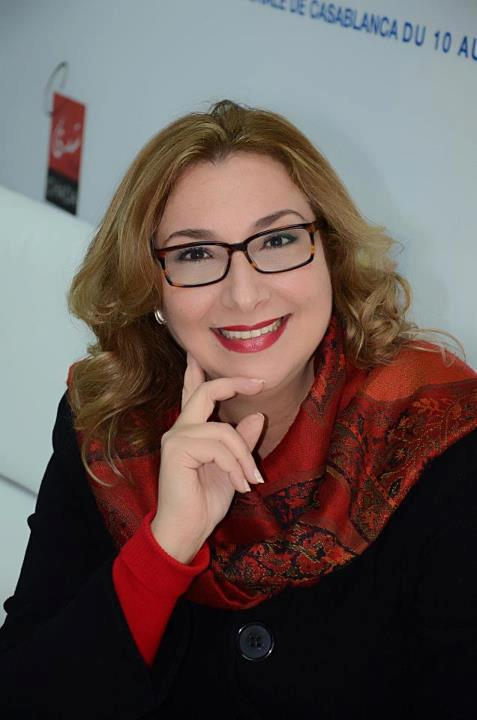
فاتحة مرشيد، شاعرة وروائية مغربية
خناتة بنونة كاتبة وروائية مغربية
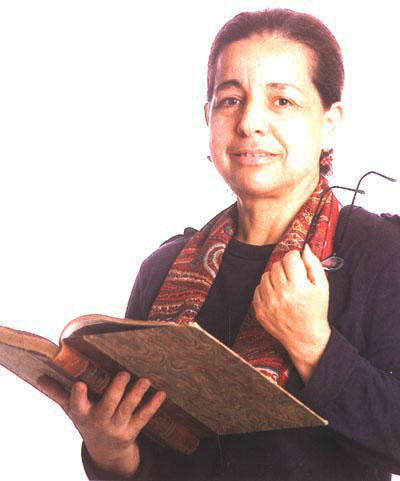
ليلى أبو زيدٍ روائية مغربية

## تيارات وأجناس روائية مغربية

### الرواية النسائية
الرواية النسائية المغربية كانت حاضرة منذ بداية هذا الجنس الأدبي في المغرب، فآمنة اللوه أصدرت أول رواية بقلم نسائي في المغرب سنة 1954 (الملكة خناثة قرينة المولى إسماعيل). خلال القرن العشرين صدرت فقط 17 رواية لأقلام نسائية مغربية، لترتفع وتيرة الإصدار إلى 101 رواية في الفترة بين 2000 و2015. من أهم الروائيات المغربيات:
- حليمة زين العابدين
- حليمة بنكرعي
- زوليخة الموساوي الأخضري
- الزهرة رميج
- فاتحة مرشيد
- سمية البوغافرية

### أدب الهامش
أدب الهامش، خصوصا في الجنس الروائي، يحيل إلى الأعمال والتيارات الأدبية التي نشأت وتطورت خارج الأوساط الأدبية الرسمية (أو الأكاديمية)، بل وخارج (أو في مواجهة) الأنساق السياسية والاجتماعية والثقافية السائدة. المفهوم يحيل أيضا، في الأدبيات النقدية المغربية، إلى الأعمال الروائية التي تتناول تيمات الهامش المغربي (جغرافيا واجتماعيا) بآليات جمالية غير اعتيادية على مستوى اللغة. يشير المفهوم أيضا إلى أجيال من الرواة المنبثقين من خارج المركز والمدن الكبرى وخارج القنوات التوزيعية الرسمية. رغم ذلك، تمكن أدب الهامش المغربي في التحول إلى «مدرسة مركزية» في السرد الروائي المغربي، بفضل رواة كمحمد شكري ومحمد زفزاف.

### رواة طنجة

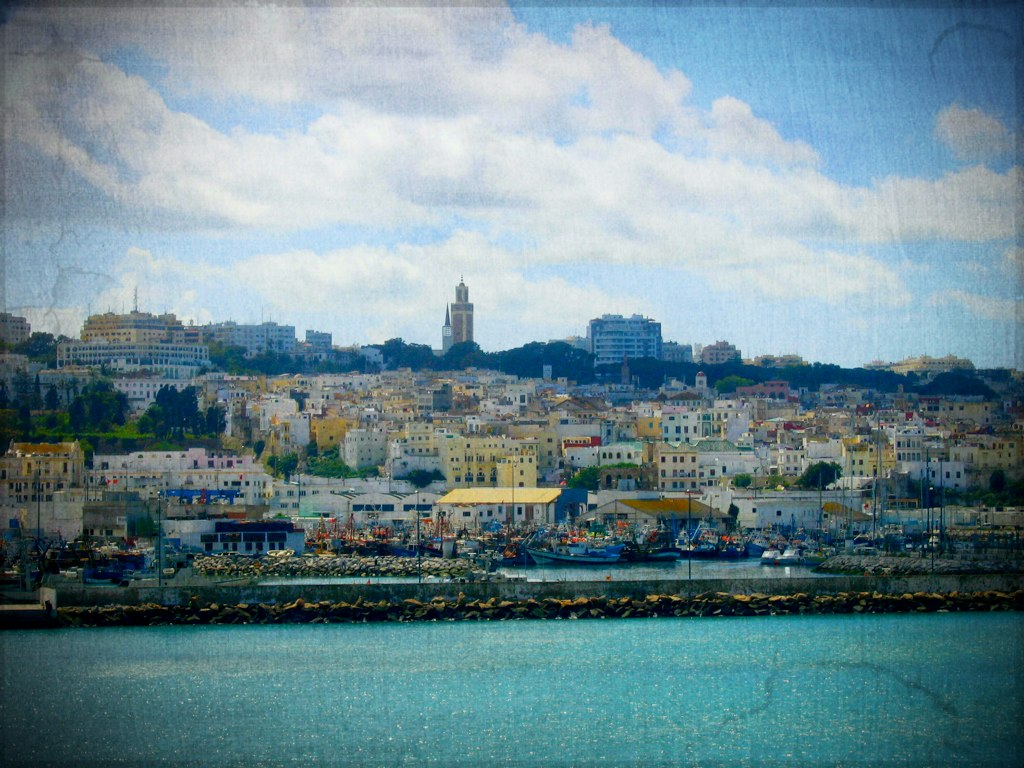
طنجة القديمة، فضاء رواة طنجة بين ستينات وسبعينات القرن 20

«رواة طنجة» ظاهرة أدبية روائية مرتبطة بجيل من الكتاب الفطريين (أميين في أغلبيتهم) والذين رافقوا بول بولز أثناء مقامه في طنجة بين 1947 إلى غاية وفاته سنة 1999 وهم أحمد اليعقوبي، العربي العياشي، محمد لمرابط، عبدالسلام بولعيش ومحمد شكري. نشر بولز أعمال هؤلاء الرواة بالإنجليزية وحققت بعضها نجاحا كبيرا في الولايات المتحدة الأمريكية وفرنسا وترجمت إلى لغات عديدة. كانت منهجية بولز وهذه المجموعة (مع استثناء محمد شكري الذي استقل بمساره الأدبي بعد استكمال تعليمه) تعتمد على طريقة خاصة في استنباط وتسجيل وكتابة ما يحكيه الرواة من قصص غرائبية مليئة بالمغامرات والتحولات المفاجئة، والإبداع في الارتجال، في فضاءات طنجة الكوسموبوليتية. يمكن إدراج ظاهرة رواة طنجة كثقافة مضادة نظرا لمنهجيتها الغير مألوفة في التأليف وارتباطها بالأجواء السايكدلية (Psychedelic).
تأخر انتشار هذه الأعمال بالعربية إلى غاية بداية الألفية الثالثة حيث تمت ترجمتها ونشرها بالعربية لأول مرة.
تسمية رواة طنجة، أو كتاب طنجة، تمتد أيضا إلى كتاب غير مغاربة أو إلى كتاب مغاربة، لا يندرجون بالضرورة في الآلية الإبداعية لبولز ورفاقه، إلا أنهم اقتسموا معهم نفس الفضاءات الثقافية في طنجة الكوسموبيليتية بين أربعينات وسبعينات القرن العشرين، وكانت بينهم احتكاكات ثقافية وإنسانية مهمة. من أهمهم: الطاهر بنجلون، جان جينيه، جاك كيرواك، ويليام بوروز وآخرين.

### أدب السجون

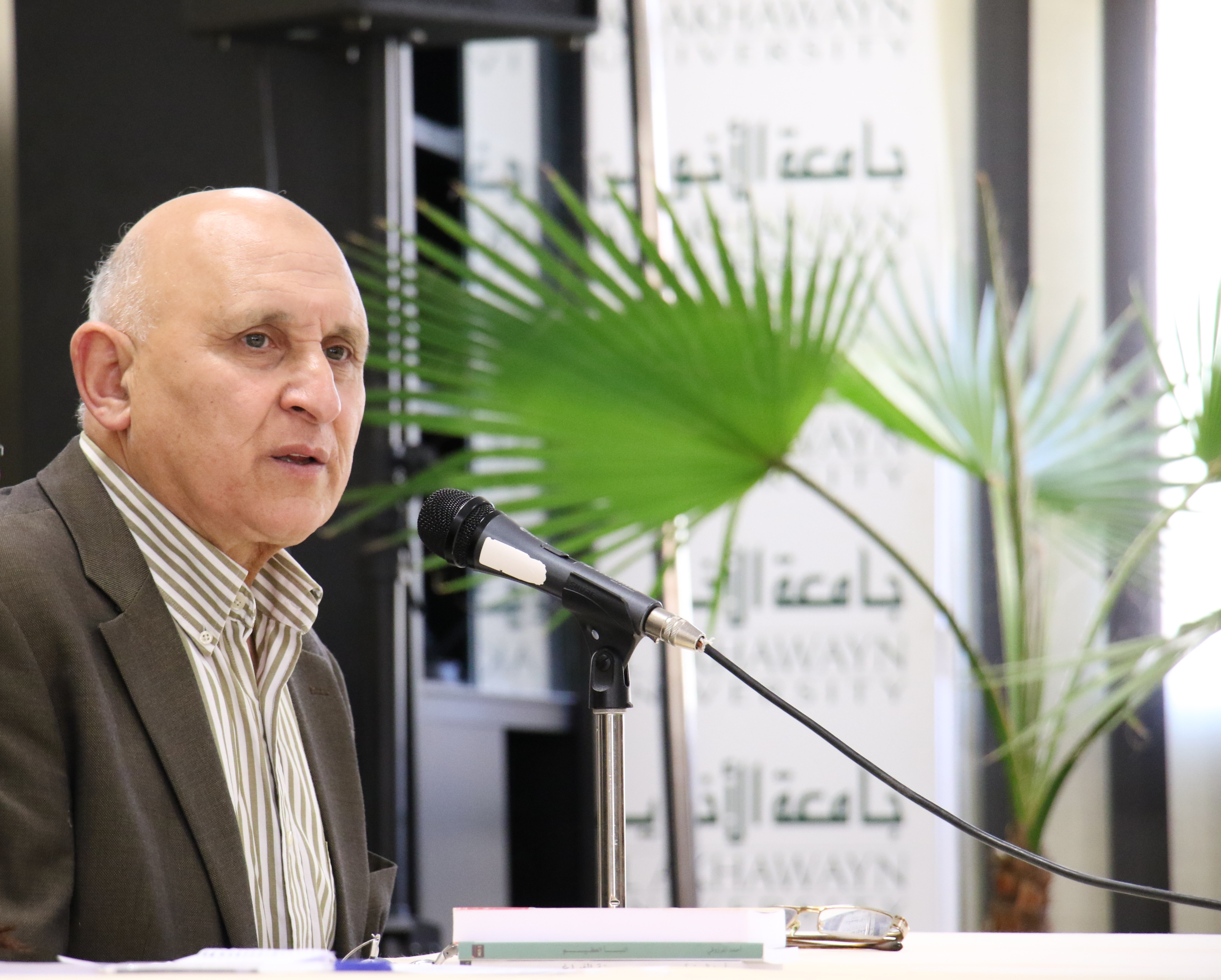
أحمد المرزوقي، مؤلف الزنزانة 10

وهو تعبير إبداعي عن تجربة الاعتقال السياسي. وظهر هذا النوع الأدبي بعد سنوات السبعينيات والثمانينيات من القرن الماضي والمعروفة بسنوات الرصاص التي تعرض خلالها المعارضون السياسيون للاعتقال السياسي.
ويعتبر الكاتب المغربي مصطفى لغتيري أن هذه النصوص «اتخذت من الكتابة وسيلة لتصفية الحساب مع تجربة إنسانية ووجودية ونفسية مريرة، قد يكون المرء قد عاشها فعليًا أو سمع تفاصيلها من أحد السجناء، أو هي فقط عبارة عن تجربة متخيّلة لها ما يدعمها في الواقع» 
وتعتبر رواية الزنزانة رقم 10 من أشهر روايات أدب السجون وهي رواية من تأليف الضابط المغربي السابق، أحمد المرزوقي 2009،. ومن أهم كتب أدب السجون بالمغرب يمكن ذكر «حديث العتمة» لفاطنة البيه، 2001 «من الصخيرات إلى تازمامارت؛ تذكرة ذهاب وإياب إلى الجحيم»، لمحمد الرايس، 2001، و«الساحة الشرفية» و«كان وأخواتها» لعبد القادر الشاوي، و«يوميات سجين متوسطي» لحسن الدردابي، و«أفول الليل» للطاهر محفوظي، و«العريس» لصلاح الوديع، 1998، «سيرة الرماد».لخديجة مروازي 2000، تلك العتمة المبهرة.الطاهر بن جلون 2003 

### الرواية البوليسية
رغم أن العديد من الروائيين المغاربة اهتموا بالرواية البوليسية، أحمد عبد السلام البقالي وادريس الشرايبي، إلا أن أهم إسمين في تاريخ هذا الجنس الروائي في المغرب هما ميلودي حمدوشي وعبد الإله الحمدوشي. هذان الإسمان اشتغلا لفترة بطريقة جماعية مستغلين مسيرتهما في أسلتك الشرطة ودراساتهما الأكاديمية في القانون الجنائي وعلم الإجرام لإستلهام أعمال روائية بوليسية، من أهمها الحوت الأعمى (التي حولت لفيلم سينمائي)، القديسة جانجاه وبيت الجن.

## أعمال روائية مغربية تحولت للسينما أو التلفزيون
- صلاة الغائب (1995) للمخرج المغربي حميد بناني، عن رواية صلاة الغائب (La prière de l'absent) للطاهر بنجلون.[18][19]
- الحوت الأعمى (2001)، للمخرج حسن غنجة، عن رواية الحوت الأعمى لميلودي الحمدوشي.[20]
- جارات أبي موسى (2003) للمخرج محمد عبد الرحمن التازي، عن رواية جارات أبي موسى لأحمد التوفيق.[21]
- درب مولاي الشريف (2004) للمخرج حسن بنجلون، عن رواية درب مولاي الشريف لجواد مديدش.[18]
- الخبز الحافي (2004) للمخرج الجزائري رشيد بن حاج.[22]
- جناح الهوى (2011) للمخرج عبد الحي العراقي، عن رواية قطع مختارة (Morceaux de choix) لمحمد نضالي.[18]
- يا خيل الله (2012)، لنبيل عيوش، عن رواية نجوم سيدي مومن لماحي بينبين.[18]
- جيش الإنقاذ (2013)، لعبد الله الطايع، عن روايته جيش الإنقاذ.[23]
- بولنوار (2014)، لحميد الزوغي عن رواية بولنوار لعثمان أشقرا.[18]
- سرير الأسرار (2014)، للجيلالي فرحاتي، عن رواية سرير الأسرار للبشير الدامون.[24]